# اندیس سیوله
سیوله یک اندیس فلزی است که در حوالی شهر درود استان لرستان قرار دارد و مادهٔ معدنی موجود در آن، مس است.سنگ میزبان این اندیس توف است و دیرینگی آن به دوران تریاس می‌رسد. 